# Hemibystra dilatata
Hemibystra dilatata är en stekelart som beskrevs av Heinrich 1968. Hemibystra dilatata ingår i släktet Hemibystra och familjen brokparasitsteklar. Inga underarter finns listade i Catalogue of Life.